# Bonnie Arnold
Bonnie Arnold est une productrice hollywoodienne de films d'animation, qui a travaillé pour Walt Disney, Pixar et DreamWorks. Elle a grandi à Atlanta et est ensuite allée à Hollywood où elle s'est lancée dans l'animation en images de synthèse. Bonnie Arnold a obtenu un baccalauréat en sciences à l'université de Géorgie et une maîtrise en sciences à l'université de Boston.

## Filmographie
- 1985 : The Slugger's Wife
- 2008 : Un Anglais à New York de Pat O'Connor (superviseuse de la production)
- 1990 : Danse avec les loups (productrice associée)
- 1991 : La Famille Addams (productrice associée)
- 1992 : Héros malgré lui (superviseuse de la production)
- 1992 : Le Dernier des Mohicans (productrice associée)
- 1995 : Toy Story
- 1999 : Tarzan
- 2006 : Nos voisins, les hommes
- 2009 : Tolstoï, le dernier automne
- 2010 : Dragons
- 2010 : Legend of the Boneknapper Dragon (productrice déléguée)
- 2011 : Dragons: Gift of the Night Fury (productrice déléguée)
- 2011 : Book of Dragons (productrice déléguée)
- 2014 : Dragons 2